# Aymen Harzi
Aymen Harzi, né le 1er mars 1995 à Kairouan, est un footballeur tunisien évoluant au poste d'ailier droit à l'Union sportive monastirienne.

## Biographie
Aymen Harzi fait ses débuts professionnels avec la Jeunesse sportive kairouanaise lors de la saison 2014-2015. Il y évolue pendant trois saisons avant de rejoindre le Club sportif sfaxien en 2017. Il y devient un joueur clé et remporte deux fois la coupe de Tunisie, en 2019 et 2021.
Après son passage à Bahreïn avec Al-Khaldiya puis Al-Riffa, il retourne en Tunisie en 2024 pour s'engager avec l'Union sportive monastirienne.

## Palmarès
- Coupe de Tunisie (2) :
  - Vainqueur : 2019 et 2021